# Manuel Belgrano

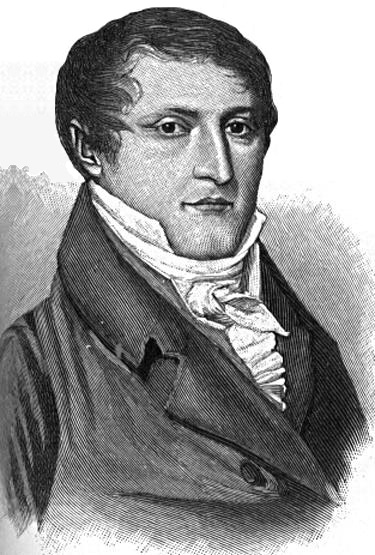
Manuel Belgrano

Manuel Belgrano, född 3 juni 1770 i Buenos Aires, död 20 juni 1820 i Buenos Aires, var en argentinsk intellektuell, advokat, politiker och militär, frihetskämpe under Argentinas frihetskrig, och skaparen av Argentinas flagga.
Belgrano återvände 1793 till sin hemstad Buenos Aires efter studier i Spanien, och deltog som kapten vid milisen i britternas fördrivande från staden 1806. 1810-11 stred han som general i Paraguays armé och var peruansk general 1812-13 och 1815-19 och besegrade som sådan spanjorerna i slaget vid Tucuman 1812 och slaget vid Salta 1813.
Asteroiden 2808 Belgrano är uppkallad efter honom.